# 丸山浩 (デザイナー)
丸山 浩（、1962年〈昭和37年〉3月21日 - ）は、日本のキャラクターデザイナー。宮崎県出身。2022年11月11日結婚(結婚後奥様の姓になり現在丸山浩の名はPNとして使用となっている)結婚はX（旧Twitter）にて特別描き下ろしイラストで報告している。

## 経歴
東京デザイナー学院卒業後、株式会社オリエンタルランドのディズニーランドに入社するが、商品部に配属されるなど美術部門に異動できることはなく4年ほど勤めた。その後、テレビ番組『早見優のアメリカンキッズ』のキャラクターデザインでデザイナーとしてデビュー。
1992年に円谷プロダクションへ入社。同社で怪獣ショーのスーツ修繕やイベント関連の美術などを経て、特撮テレビドラマ「ウルトラシリーズ」のデザイン作業に関わり、1995年の『ウルトラマンネオス』で初めてウルトラマンのデザインを担当し、翌年の『ウルトラマンティガ』でメインデザイナーに抜擢され、平成ウルトラシリーズで新たなウルトラヒーロー像を生み出した。
2008年1月21日に退社して実相寺組へ移籍。それと前後してテレビアニメ『デビルマンレディー』（1998年 - 1999年放送）など円谷プロ作品以外にも参加するようになっており、2012年には『仮面ライダーウィザード』へ参加した。
TCG『バトルスピリッツ』『カードファイト!! ヴァンガード』『STAR WARS』のカードデザイン・イラストも一部手がける。

## 人物
ウルトラシリーズの平成三部作の中で、最もプレッシャーのかかった作品として『ウルトラマンティガ』を挙げており、「テレビシリーズを担当するのは初めてで、クランクインまで時間が短く、ダントツで一番かも知れません」と語り、思い入れのある怪獣についても「『ティガ』に登場したキリエロイドです」と具体名を挙げて発言している。

## 作品
特記の無いものは基本的にデザイナーとして参加。

### ウルトラシリーズ
- ウルトラマンVS仮面ライダー（1993年） - キャラクターコーディネート
- ウルトラマンネオス パイロット版（1995年）[14][15]
  - ウルトラマンネオス オリジナルビデオ版（2000年）[14][15]
- ウルトラマンティガ（1996年）[14][15]
  - ウルトラマンティガ THE FINAL ODYSSEY（2000年）[14][15]
- ウルトラマンダイナ（1997年）[14][15]
  - ウルトラマンティガ&ウルトラマンダイナ 光の星の戦士たち（1998年）[14][15]
- ウルトラマンガイア（1998年）[14][15]
  - ウルトラマンティガ・ウルトラマンダイナ&ウルトラマンガイア 超時空の大決戦（1999年）[14][15]
  - ウルトラマンガイア ガイアよ再び（2001年）[出典 7]
- ウルトラマンナイス（1999年）[14][15]
- ウルトラマンライブステージ（2000年）[14][15]
  - ウルトラマンライブステージ2 宇宙恐竜最強進化！（2001年）[14][15]
- ウルトラマンコスモス（2001年）[14][15]
  - ウルトラマンコスモス THE FIRST CONTACT（2001年）[14][15]
  - ウルトラマンコスモス2 THE BLUE PLANET（2002年）
  - ウルトラマンコスモスVSウルトラマンジャスティス THE FINAL BATTLE（2003年）[14][15]
- ULTRA N PROJECT[16][15]
  - ULTRAMAN（2004年）[14][15]
  - ウルトラマンネクサス（2004年）[14][15]
- ウルトラマンマックス（2005年）[14][15]
- ウルトラマンメビウス（2006年）[14][15]
  - ウルトラマンメビウス&ウルトラ兄弟（2006年）[出典 7]
- ウルトラ出光人（2007年）[14][15]
- ULTRASEVEN X（2007年）[14][15]
- ウルトラギャラクシー大怪獣バトル（2007年）[14][15]
- 大決戦!超ウルトラ8兄弟（2008年） - ヒーロースーツ監修[14][15]
- ウルトラマンオーブ THE ORIGIN SAGA（2016年）[14][15]

### 仮面ライダーシリーズ
- 仮面ライダーウィザード（2012年）[14][15]
  - 仮面ライダー×仮面ライダー ウィザード&フォーゼ MOVIE大戦アルティメイタム（2012年）[14][15]
  - 仮面ライダー×スーパー戦隊×宇宙刑事 スーパーヒーロー大戦Z（2013年）[14][15]
  - 劇場版 仮面ライダーウィザード in Magic Land（2013年）[14][15]
  - 仮面ライダー×仮面ライダー 鎧武&ウィザード 天下分け目の戦国MOVIE大合戦（2013年）[14][15]

### その他の特撮
- ムーンスパイラル（1996年） - ロゴデザイン[14][15]
- ゴジラ×メカゴジラ（2002年） - デザインワークス[出典 8][注釈 2]
- 生物彗星WoO（2006年）[出典 7]
- 時空警察ヴェッカーシグナ[10]
- 時空警察ハイペリオン（2009年）[14][15]
- 都市伝説セピア アイスマン（2009年）[出典 7]
- アウターマン（2015年）[18][14][15]
- HE-LOW THE FINAL（2022年）[15]

### アニメ
- デビルマンレディー（1998年）[14][15]
- 妖怪人間ベム -HUMANOID MONSTER BEM-（パイロット版）[10]
- バトルスピリッツシリーズ
  - バトルスピリッツ 少年突破バシン（2008年）[14][15]
  - バトルスピリッツ 少年激覇ダン（2009年）[14][15]
  - バトルスピリッツ ブレイヴ（2010年）[14][15]
  - バトルスピリッツ 覇王（2011年）[14][15]
  - バトルスピリッツ ソードアイズ（2012年）[14][15]
  - 最強銀河 究極ゼロ 〜バトルスピリッツ〜（2013年）[14][15]
  - バトルスピリッツ 烈火魂（2015年）[14][15]
  - バトルスピリッツ ダブルドライブ（2016年）[14][15]
  - バトルスピリッツ サーガブレイヴ（2019年）[14][15]
  - バトルスピリッツ 赫盟のガレット（2020年）
- SSSS.GRIDMAN（2018年）[14][15]
- SSSS.DYNAZENON（2021年）[15]
- グリッドマン ユニバース（2023年）[19]

### その他テレビ番組
- 早見優のアメリカンキッズ（1988年、中京テレビ） - キャラクターデザイン、美術進行[14][15]
- Hayami English Network（1994年、中京テレビ）[出典 10]
- キャプテン☆ドみの（2007年）[20]

### その他の作品
- ワイルドアームズ セカンドイグニッション（1999年、PlayStation用ゲーム）[14][15]
- コードギアス 反逆のルルーシュ（2012年、舞台） - 造形プロデューサー[14][15]
- ナムコ・ファンドレッド（ナムコヒーローズベースオリジナルキャラクター）[21]

### アトラクション施設
- ウルトラマンランド（1996年） - 舞台デザイン設計、展示ブースデザイン[14][15]
- 向ヶ丘遊園ブースカランド（1997年） - デザイン設計[14][15]

## 著書
- 丸山浩ウルトラデザイン画集 洋泉社（映画秘宝COLLECTION） 2018年11月7日
- 丸山浩『丸山浩特撮デザインワークス』洋泉社、2019年12月6日。ISBN 978-4-8003-1684-4。
- 丸山浩『丸山浩ウルトラデザイン画集 光の記憶 ウルトラマンティガ・ダイナ・ガイア編』ホビージャパン、2022年7月27日。ISBN 978-4-7986-2876-9。